# Juncalinho
Juncalinho est une ville de l'île de São Nicolau au Cap-Vert.

## Géographie
Juncalinho est située sur la côte nord, à 17 km à l'est de Ribeira Brava.
Elle est formée des quartiers de Juncalinho et Spencer.
Juncalinho fait partie de la municipalité de Ribeira Brava et de la freguesia de Nossa Senhora do Rosário.
Ses localités voisines sont Morro Bras à l'ouest et Carriçal au sud-est.
Juncalinho est traversée par la route nationale EN3-SN02 (Ribeira Brava - Juncalinho - Carriçal).

## Population
En 2010, Juncalinho comptait 433 habitants.